# Керснівок
Керснівок (Керснувек, пол. Kiersnówek) — село в Польщі, у гміні Бранськ Більського повіту Підляського воєводства. Населення — 97 осіб (2011).

## Історія
У 1975—1998 роках село належало до Білостоцького воєводства.

## Демографія
У 1898 році в селі налічувалося 50 православних.
Демографічна структура станом на 31 березня 2011 року:
|          | Загалом | Допрацездатний вік | Працездатний вік | Постпрацездатний вік |
| -------- | ------- | ------------------ | ---------------- | -------------------- |
| Чоловіки | 46      | 9                  | 32               | 5                    |
| Жінки    | 51      | 10                 | 25               | 16                   |
| Разом    | 97      | 19                 | 57               | 21                   |